# گام افقی
گام افقی (به انگلیسی: Horizontal pitch) (اختصاری اچ‌پی) یک واحد طول تعریف شده توسط استاندارد برد مدار چاپی یوروکارت است که برای اندازه‌گیری عرض افقی تجهیزات الکترونیکی قفسه‌سوار، مشابه یگان قفسه (U) مورد استفاده برای اندازه‌گیری ارتفاع عمودی تجهیزات نصب‌شو در قفسه استفاده می‌شود. یک اچ‌پی عرض ۰٫۲ اینچ (۵٫۰۸ میلیمتر) است. یک قفسه استاندارد ۱۹ اینچی ۹۵ اچ‌پی عرض دارد که معمولاً ۸۴ اچ‌پی آن قابل استفاده است. یک قفسه استاندارد ۲۳ اینچی ۱۱۵ اچ‌پی عرض دارد که ۱۰۴ اچ‌پی آن معمولاً قابل استفاده است.